# ربض (مكان)
الرَّبَض (بالإسبانية: arrabal، من اللهجة الأندلسية وهذا من العربية الفصحى الرَّبَض) يعني في الإسبانية امتداد أو تجمع للمنازل والشركات التي لا تخضع لسيطرة البلدية أو المخططات الحضرية.

## في العربية
للربض في اللغة العربية عدة معانٍ، وفي ما يخص هذا الاستخدام: «و الرَّبَضُ الناحية من الشيء. والرَّبَضُ ما حول المدينة.»